# آتیلا تسانکا
آتیلا تسانکا (مجاری: Czanka Attila؛ زادهٔ ۱ مهٔ ۱۹۶۹) یک وزنه‌بردار اهل مجارستان بود.